# (8116) Jeanperrin
(8116) Jeanperrin est un astéroïde de la ceinture principale.

## Description
(8116) Jeanperrin est un astéroïde de la ceinture principale. Il fut découvert par Eric Walter Elst le 17 avril 1996 à l'ESO. Il présente une orbite caractérisée par un demi-grand axe de 2,249 UA, une excentricité de 0,158 et une inclinaison de 5,43° par rapport à l'écliptique.
Il fut nommé en hommage au physicien français Jean Perrin (1870-1942), qui étudia le mouvement brownien.

## Compléments